# Linia 3 de tramvai din București
Linia 3 de tramvai din București este o linie de tramvai ce leagă Piața Presei Libere de Str. Mezeș pe traseul: Bd. Expoziției-Str. Puțul lui Crăciun-Bd. Ion Mihalache-Calea Griviței-Șos. Chitilei.
Aceasta a fost reînființată pe 9 septembrie 2019. În trecut același traseu a existat, în perioada anilor 60-70, până la modificarea rutei liniei 3 pe ruta Piața Scânteii (azi Piața Presei) - 1 Mai (azi Ion Mihalache) - Buzești - Berzei - Cobălcescu - Izvor - Uranus - Ghencea. Ulterior traseul a fost scurtat la Vasile Pârvan dar capătul celălalt a rămas la Piața Presei. În anul 1996 a fost desființat, dar a revenit pentru scurt timp prin 1999. În anul 2002, odată cu refacerea liniei 41, 42 a luat oarecum locul fostului traseu 3, dar modificat prin Strada Clăbucet( puțul lui Crăciun, celalalt sens). 42 nu a fost o linie de succes, avea doar un tramvai pe traseu, chiar și suplimentat sau redirecționat către Gara de Nord nu a fost un traseu performant. In anii 2010 și 2012, dar și mai târziu, 42 a fost redirecționat spre Mezeș (din cauza unor lucrări la Banu Manta) , și așa s-a constatat că traseul a avut mai mult succes, astfel fiind reînființat vechiul traseu 3.
Este deservit exclusiv de către depoul Bucureștii Noi cu tramvaie V3A. Ocazional, când pe acest traseu sunt trimise vagoanele 008 sau 164, linia este accesibilă și persoanelor cu  deficiențe locomotorii, deoarece aceste vagoane au secțiunea din mijloc cu podeaua joasă. Linia 3 este suspendată temporar pe perioada lucrărilor la Magistrala 6 . În locul liniei 3 se va reînfința linia (deviată)42 Piața Presei -Bd Banu Manta.  Și linia 53 Mezeș - Cartier Dămăroaia. Și înființarea liniei navetă 642 Gara Basarab -Vasile Pârvan  

## Traseu și stații

### Schema traseului
|  |   |   |   | Nume Stație                    | Artera                                | Corespondențe |
|  | - | - | - | ------------------------------ | ------------------------------------- | ------------- |
|  | ↓ | O | ↑ | Piața Presei                   | Bulevardul Expoziției                 | 41            |
|  |   | o |   | Universitatea Româno-Americană | Bulevardul Expoziției                 |               |
|  |   | o |   | Bulevardul Expoziției          | Bulevardul Expoziției                 |               |
|  |   | o |   | Grivița                        | Bulevardul Expoziției/Strada Clăbucet |               |
|  | ↓ | o |   | Bulevardul Ion Mihalache       | Strada Puțul lui Crăciun              |               |
|  |   | o | ↑ | Clăbucet                       | Bulevardul Ion Mihalache              | 24, 45        |
|  |   | o |   | Carpați                        | Calea Griviței                        | 24, 45        |
|  |   | o |   | Șoseaua Chitilei               | Șoseaua Chitilei                      | 45            |
|  |   | o |   | Navigației                     | Șoseaua Chitilei                      | 45            |
|  |   | o |   | Minerva                        | Șoseaua Chitilei                      | 45            |
|  |   | o |   | Crinului                       | Șoseaua Chitilei                      | 45            |
|  |   | o |   | Subcetate                      | Șoseaua Chitilei                      | 45            |
|  | ↓ | O | ↑ | Mezeș                          | Șoseaua Chitilei                      | 45            |